# Bematistes serena
Bematistes serena är en fjärilsart som beskrevs av Schultze och Aurivillius 1923. Bematistes serena ingår i släktet Bematistes och familjen praktfjärilar. Inga underarter finns listade i Catalogue of Life.